# Cross Acceptance

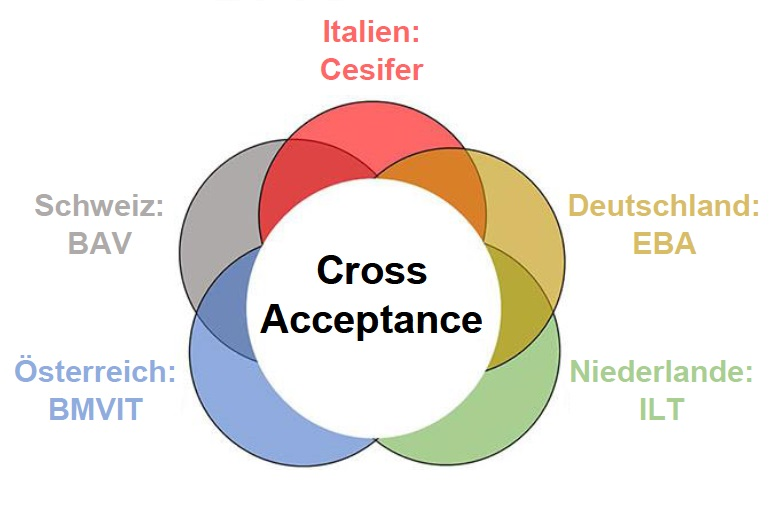
Cross Acceptance

Cross Acceptance, engl. für gegenseitige Anerkennung, ist ein Prozess zur Vereinfachung der Zulassung von Eisenbahnfahrzeugen durch gegenseitige Anerkennung von Zulassungen und Zertifizierung in mehreren Ländern. Die Umsetzung erfolgt durch zwischenstaatliche Vereinbarungen. Im weiteren Sinn bezeichnet Cross Acceptance auch folgende Aspekte:
- vereinfachter Netzzugang
- gegenseitig anerkannte Zulassung von Triebfahrzeugführern
- Zertifizierung von Ausbesserungswerken.

Die technische Komplexität insbesondere bei grenzüberschreitend eingesetzten Triebfahrzeugen und die protektionistische Haltung einzelner Staaten hatten zu aufwendigen und langdauernden Zulassungsverfahren geführt. Die geringen Stückzahlen verursachen verhältnismäßig hohe Zulassungskosten pro Fahrzeug. Zur Verbesserung der Wettbewerbsfähigkeit der Schiene hat die Europäische Union ihre Mitgliedstaaten aufgefordert, die nationalen Zulassungen auf Grundlage der Technischen Spezifikationen für die Interoperabilität (TSI) gegenseitig zu anerkennen.
Bis 2017 haben Deutschland, Frankreich, Italien, Österreich, die Beneluxstaaten und die Schweiz ihre nationalen Anforderungen strukturiert beschrieben. Dieser Beschrieb erlaubt einen systematischen Vergleich der verschiedenen nationalen Anforderungen und ist die Grundlage für Cross Acceptance. Mittels einer Klassierung werden die einzelnen Teilsysteme in drei Kategorien eingeordnet:
- A: Zertifikat wird ohne Prüfung im anderen Land anerkannt
- B: Diskussion mit der zuständige Behörde des anderen Landes notwendig
- C: Teilsystemprüfung im anderen Land notwendig

Mit Hilfe der Cross-Acceptance-Vereinbarungen kann der Zulassungsaufwand um 30 bis 50 Prozent reduziert werden.